# Suzy Kendall
Suzy Kendall, geboren als Frieda Harrison, (* 1. Januar 1944 in Belper, Derbyshire, England) ist eine britische Schauspielerin.

## Leben
Frieda Harrison absolvierte am Derby & District College of Art eine Ausbildung zur Modezeichnerin und besuchte einen Kursus für Stoffmustermalerei. Mit 19 Jahren eröffnete sie dann mit Hilfe geerbten Geldes ein Restaurant, das sie zwei Jahre später mit großem Profit wieder verkaufte. Danach siedelte sie nach London über, arbeitete als Fotomodell und nahm privaten Schauspielunterricht. Schon bald erhielt die attraktive Blondine auch kleine Filmangebote.
Nachdem Harrison unter dem Künstlernamen Suzy Kendall 1966 unter der Regie von James Clavell an der Seite von Sidney Poitier in dem Filmdrama Junge Dornen als Gillian Blanchard besetzt war, erreichte die Engländerin 1967 durch den Kriminalthriller Das Penthouse, in dem sie die Geliebte eines erheblich älteren Mannes darstellte, weitere Bekanntheit. Peter Collinsons Film war offizieller Beitrag bei den Filmfestspielen in Berlin. Mit Collinson arbeitete sie im darauffolgenden Jahr erneut zusammen, diesmal in dem Filmdrama Knotenpunkt London, in dem sie die Besetzungsliste anführte.
Danach erhielt sie weitere Hauptrollen, meist in Krimis, Horrorfilmen, Thrillern und Komödien. Ihre wohl anspruchsvollste Aufgabe war 1969 die Titelrolle in der italienisch-jugoslawischen Produktion Fräulein Doktor von Alberto Lattuada, wo sie eine deutsche Agentin während des Ersten Weltkriegs spielte. Die weibliche Hauptrolle hatte sie auch in Dario Argentos Mystery-Thriller Das Geheimnis der schwarzen Handschuhe (1970) inne, ebenso wie in dem italienischen Horrorfilm Die Säge des Teufels von 1973. In der deutschen Produktion Bis zur bitteren Neige, einer Johannes-Mario-Simmel-Verfilmung, war Kendall in der Rolle der Mutter der von Susanne Uhlen gespielten Shirley Jordan, einer Multimillionärin, besetzt. In den 70er Jahren wirkte Kendall zudem in zahlreichen Fernsehproduktionen mit.
Kendall war in erster Ehe von Juni 1968 bis September 1972 mit dem Pianisten, Komiker und Schauspieler Dudley Moore verheiratet, danach mit Sandy Harper. Bei Moores Tod 2002 erschien sie nach langer Zeit wieder in der Öffentlichkeit. Ihre Tochter Elodie Harper arbeitet als Buchautorin und Journalistin.

## Filmografie (Auswahl)
- 1965: L – Der Lautlose (The Liquidator)
- 1965: James Bond 007 – Feuerball (Thunderball)
- 1966: Das Rätsel des silbernen Dreieck (Circus of Fear)
- 1966: Junge Dornen (To Sir, With Love)
- 1967: Das Penthouse (The Penthouse)
- 1968: Knotenpunkt London (Up the Junction)
- 1968: Trau keinem über 30 (30 Is a Dangerous Age, Cynthia)
- 1969: Fräulein Doktor
- 1969: Der leuchtende Tod (Color Me Dead)
- 1970: Das Geheimnis der schwarzen Handschuhe (L' uccello dalle piume di cristallo)
- 1970: McGee, der Tiger (Darker Than Amber)
- 1971: Die 2 – Folge 14: Der Lord ist fort
- 1972: Angst ist der Schlüssel (Fear Is the Key)
- 1973: Geschichten, die zum Wahnsinn führen (Tales That Witness Madness)
- 1973: Der Nonnenspiegel (Storia di una monaca di clausura)
- 1973: Die Säge des Teufels (I corpi presentano tracce di violenza carnale)
- 1974: Dämon des Grauens (Craze)
- 1974: Spasmo (Spasmo)
- 1975: Bis zur bitteren Neige
- 1977: Mein lieber Boß, Du bist 'ne Flasche (Adventures of a Private Eye)